# Censure en Algérie
La censure en Algérie se manifeste depuis l'indépendance de 1962 dans divers domaines, en particulier dans les médias, la culture et sur Internet. Elle se justifie souvent par des motifs politiques, moraux, religieux ou sécuritaires. Après 1990, le Code de la presse a été supprimé, permettant une plus grande liberté de presse. Cependant, avec la guerre civile, soixante journalistes ont été tués entre 1993 et 1998 en Algérie.

## Cinéma
En 2018, seize professionnels du cinéma algérien à savoir treize réalisateurs et trois producteurs,  dénoncent, dans une tribune publiée dans El Watan,  la « censure » et « les limites à la liberté d'expression » en Algérie. Ainsi en septembre 2018, le ministère des Moudjahidine impose des « modifications» pour permettre la diffusion en salles du film Larbi Ben M'hidi, évoquant un héros de la guerre d'indépendance algérienne, en effet la loi algérienne exige une autorisation préalable des autorité pour « les films relatifs à la guerre de libération nationale ». De même, le documentaire Fragments de rêves, de Bahia Bencheikh El Fegoun, qui présente des propos de personnalités des mouvements sociaux en Algérie depuis 2011, n'est pas diffusé,.
En aout 2023, Barbie, film américano-britannique de Greta Gerwig,  est retiré des salles de projection algérienne pour « atteinte à la morale »,,. Toutefois, aucune source officielle n’a confirmé les motifs de la fin de projection du film.
En mars 2024, le Parlement algérien adopte une nouvelle loi pour le cinéma algérien, des peines de prison sont prévues quand le film est jugé comme portant atteinte à la religion, à l’histoire de la guerre d’indépendance et à la morale ,. La réalisatrice algérienne Sofia Djama évoque « une loi de la honte » : « Hier la presse, aujourd'hui le cinéma, demain la littérature, la peinture, et toute forme de création qui ne leur conviendra pas, seront censurés ».

## Littérature
En septembre 2024, dans le cadre de la préparation du Salon national du livre amazigh d'Ath Ouacif ( (wilaya de Tizi-Ouzou), Tidjani Tama, président de la Commission de censure et directeur central du Livre au ministère de la Culture et des Arts, impose aux organisateurs d'exclure les éditions Koukou de cette manifestation. Les organisateurs décident de reporter cette manifestation. En avril et mai 2025, les éditions Koukou sont finalement interdites de participation au Salon.
L'essai de l'écrivaine Hedia Bensahli, L’Algérie juive. L’autre moi que je connais si peu paru en 2023, préfacé par Valérie Zenatti, écrivaine franco-israélienne issue d’une lignée juive de Constantine, retrace la présence juive en Algérie. Le livre présente les traces de judéité qui parcourent l’histoire de l’Algérie, à « l'opposé du récit officiel sur son homogénéité arabo-musulmane »,. En 2024, le député Zouheir Fares, du parti islamiste El-Bina, publie une lettre ouverte où il demande aux autorités de prendre des mesures contre le livre. Il dénonce une forme de « normalisation culturelle avec les sionistes ». Le livre est interdit en Algérie, la police algérienne effectue, en octobre 2024, des interventions dans plusieurs librairies pour retirer de la vente les exemplaires de l’ouvrage,. En janvier 2025, les éditions Franz-Fanon sont fermées pour six mois sur la base de l'édition du livre « dont le contenu porte atteinte à la sécurité et à l’ordre public ainsi qu’à l’identité nationale et colporte un discours de haine ».

### Salon international du livre d'Alger
Lors de la 15e édition en 2010 du salon international du livre d'Alger (SILA), Rachid Hadj-Nacer, directeur du livre et de la lecture publique au ministère de la Culture, indique que 400 titres sont interdits car ces ouvrages auraient un lien avec la religion. 
Lors de l'édition 2023, du 25 octobre au 4 novembre 2023, les éditions Koukou sont informées qu'elles sont exclues du SILA en raison de « dépassements constatés dans les publications contraires au règlement du SILA (...) que vous exposez sur votre stand ». Les éditions Koukou dénoncent un « climat d’inquisition », une « violation des procédures légales (et de) la loi fondamentale » et un non respect des « prérogatives de l’autorité judiciaire ». Elles dénoncent également la  « Commission de lecture » dont la  « composition relève du secret d’Etat,  (avec) son triste palmarès  déjà très lourd ».
En 2024, les éditions Gallimard sont interdites en raison de la présence sur les stands du SILA du roman de Kamel Daoud, Houris, publié en août de la même année.

## Média
Le président Abdelaziz Bouteflika a ordonné la fermeture de plusieurs journaux, emprisonné des journalistes tels que Mohamed Benchicou, directeur du Matin et auteur d'une biographie critique de Bouteflika, et contraint d'autres journalistes à l'exil, principalement en France. Ces dernières années, l'Algérie a connu de nombreuses atteintes à la liberté de la presse, en dehors de l'emprisonnement de Mohammad Benchicou. Le journal La Tribune a été fermé en 1996 et le blog Sam a été censuré en mars 2006. El Watan a également souffert des attaques de l'État algérien en 1998. Ses reporters ont, selon RSF et le Comité pour la protection des journalistes (CPJ), été pris pour cible tant par les forces gouvernementales que par les insurgés islamistes. Des journalistes de Liberté et du Matin ont été contraints à l'exil en France.[réf. nécessaire]
En 2020, plusieurs sites d’information, notamment en ligne, sont bloqués par les autorités algériennes. Le quotidien Le Monde cite en particulier Twala, Tariq News, Radio M, Maghreb Emergent, Interlignes, L’Avant-Garde, TSA (Tout sur l’Algérie) et Casbah Tribune. L'ONG Reporters sans frontières (RSF) a condamné « vigoureusement la censure de médias libres et indépendants ».  En avril 2020, El País rapporte que les autorités avaient bloqué les sites Internet Maghreb Emergent et Radio M, qui avaient critiqué le régime. Le journaliste Khaled Drareni qui travaillait pour Radio M, et a rendu compte des manifestations de 2019-2020 en Algérie, a été arrêté.
En octobre 2024, Badreddine Karmat, journaliste d’un site internet, est placé en détention provisoire à Djelfa pour avoir critiqué des élus locaux. En décembre 2024,  la librairie Chikh de Tizi Ouzou est fermée par les autorités et les éditions  Koukou sont exclues du Salon du livre Djurdjura, prévu du 11 au 16 décembre 2024, à la maison de la culture Mouloud-Mammeri de Tizi Ouzou.

## Sphère politique
Les autorités ont interdit le 7 février 2007 un colloque intitulé "Pour la Vérité, la Paix et la Conciliation" organisé par le CFDA (Collectif des Familles de Disparus en Algérie), SOS Disparus, Djazairouna, l'ANFD (Association nationale des familles de disparus) et Somoud. Cette nouvelle forme de censure sur une conférence sur les "disparitions" survenues pendant la guerre civile des années 1990 a été critiquée par l'ACAT-France (Action des Chrétiens pour l'abolition de la torture), la Fédération internationale pour les droits humains (IFHR) et l'Organisation mondiale contre la torture (WOAT). En outre, les détracteurs de la controversée Charte pour la paix et la réconciliation nationale, adoptée le 29 septembre 2006, ont été pris pour cible par les autorités, qui utilisent diverses méthodes d'intimidation, y compris des poursuites judiciaires, contre des avocats et des défenseurs des droits de l'homme.[réf. nécessaire]
L'association Rassemblement actions jeunesse qui intervient pour le respect des droits humains en Algérie et fait partie des Forces du pacte de l'Alternative démocratique, mises en place dans le cadre du Hirak, est dissoute par le pouvoir algérien en octobre 2021,.
En janvier 2022, le Conseil d'État ordonne le gel des activités du Parti socialiste des travailleurs et la fermeture de son siège.
En janvier 2023, la Ligue algérienne pour la défense des droits de l'homme annonce avoir fait l'objet d'une dissolution lors d'une décision de justice rendue le 29 septembre 2022, sans avoir été informée de la décision et après un procès tenu en son absence. L'ONG affirme n'avoir jamais été informée de la procédure judiciaire déployée à son encontre. L'agence Algérie Presse Service (APS) indique le 31 janvier 2023, que l'organisation a été dissoute « en raison de la vacance de ses dirigeants, installés à l'étranger ».